# Die unverbesserliche Barbara
Pour plus de détails, voir Fiche technique et Distribution.
Die unverbesserliche Barbara (en français L'incorrigible Barbara) est un film est-allemand réalisé par Lothar Warneke sorti en 1977.

## Synopsis
Barbara était autrefois une nageuse à succès qui a fait partie de l'équipe nationale d'Allemagne de l'Est. Par amour pour son mari, elle abandonne sa carrière de nageuse et le suit dans la petite ville d'Ergsleben. Son mari Herbert y travaille comme mathématicien et développe, entre autres, de grandes machines à calculer. Barbara commence à travailler comme ouvrière non qualifiée dans la filature d'une entreprise textile qui emploie également la mère d'Herbert. Elle forme Barbara afin d'être une ouvrière qualifiée. Maintenant, Barbara est sur le point d'obtenir le diplôme de contremaître et est également soutenue dans son travail par son superviseur Ferdinand. Même lorsque la copie d'examen de Barbara appelle à repenser rigoureusement les méthodes de travail et de formation, ce qui exigerait plus d'engagement de tous les travailleurs, Ferdinand la soutient. Barbara est une femme énergique avec de grandes aspirations. De manière complètement non conventionnelle, elle incite à la construction d'une piscine appartenant à l'usine, dans laquelle elle pourrait entraîner les enfants et les jeunes locaux et dans laquelle des compétitions de natation seraient même possibles. Elle provoque une résistance chez les hommes et parfois un manque de compréhension chez les femmes en raison de sa "nature masculine". Pourtant, Barbara est appréciée des jeunes qui s'apprêtent à se former dans l'entreprise, car elle aborde ouvertement les doléances et appelle au changement.
Son mariage avec Herbert semble stable, ils ont donc tous les deux adopté leur enfant Jacki il y a presque un an. L'année de probation touche à sa fin lorsque Barbara apprend par hasard qu'Herbert la trompe depuis longtemps avec sa secrétaire Eva. Eva est enceinte de sept mois d'Herbert, la liaison a commencé il y a neuf mois. À cette époque, la relation d'emploi d'Herbert commençait à se détériorer. Son entreprise s'est rendu compte qu'elle n'avait pas besoin d'un centre de données conçu par Herbert avec les machines les plus modernes et a vendu les appareils à l'industrie. Le travail d'Herbert fut rationalisé et lui-même s'est vu confier un travail pour lequel il est surqualifié. Il ne s'est pas confié à Barbara, car il croyait ne plus pouvoir répondre à ses demandes.
La situation est confuse, d'autant plus que Barbara est désormais étroitement surveillée au travail. Elle obtient un nouveau patron en la personne de Franz, misogyne latent, qui remet en question ses méthodes et teste ses limites. À la maison, Barbara est obligée de partager l'appartement avec son mari et Eva, car son père l'a chassée après que sa liaison fut connue. Barbara et Herbert divorcent, Jacki est remis à Barbara. Herbert est obligé de quitter l'appartement, mais prend son temps jusqu'à ce que cela devienne trop pour Barbara. Elle-même commence à chercher son propre appartement, mais il s'avère que le père d'Eva a déjà préparé un appartement pour sa fille et Herbert. Enfin et surtout, la mère d'Herbert prend le parti de Barbara et lui donne une nouvelle force qui lui fait accepter la rupture.
Barbara est promue maître et son engagement dans un nouveau plan de formation porte ses fruits, il est sur le point d'être mis en place à titre d'essai. Lorsqu'un ancien collègue nageur propose à Barbara un poste de professeur de natation dans une autre ville, Barbara hésite. Réalisant qu'il l'aime et qu'il abandonnerait sa famille pour elle, elle refuse le nouvel emploi. Elle ne veut pas que son divorce conduise à de nouvelles ruptures. Entre-temps, la piscine d'Ergsleben est achevée. Les couloirs sont trop courts de quelques centimètres, ce qui signifie que les compétitions ne peuvent jamais se dérouler à l'intérieur. Néanmoins, Barbara les utilisera pour former les filles de l'entreprise. Finalement, elle construit une nouvelle vie avec son fils adoptif. Elle passe joyeusement ses vacances sur la mer Baltique avec lui, seule.

## Fiche technique
- Titre original : Die unverbesserliche Barbara
- Réalisation : Lothar Warneke assisté de Wolf-Dieter Bölke et d'Angelika Mackrodt
- Scénario : Lothar Warneke
- Musique : Andrzej Korzyński (pl)
- Direction artistique : Dieter Adam
- Costumes : Regina Viertel
- Photographie : Jürgen Lenz (de)
- Son : Christian Müller
- Montage : Erika Lehmphul
- Production : Wolfgang Rennebarth
- Société de production : DEFA
- Société de distribution : Progress Film-Verleih
- Pays d'origine :  Allemagne de l'Est
- Langue : allemand
- Format : Couleur - 1,66:1 - Mono - 35 mm
- Genre : Drame
- Durée : 109 minutes
- Dates de sortie :
  -  Allemagne de l'Est : 11 mars 1977.
  -  Allemagne de l'Ouest : 11 mars 1977.
  -  Union soviétique : 1er juillet 1977.

## Distribution
- Cox Habbema : Barbara
- Peter Aust (de) : Herbert
- Jakob Freitag : Jacki, leur fils
- Hertha Thiele : la mère de Herbert
- Werner Godemann (de) : Ferdinand
- Eberhard Esche (de) : Ekki
- Christa Lehmann (de) : Brunhilde
- Ingeborg Ottmann (de) : la directrice
- Monika Hildebrand : Eva
- Petra Hinze (de) : Mary
- Peter Kalisch (de) : Franz
- Ralph Borgwardt (de) : le père d'Eva
- Cornelia Lippert (de) : Iris
- Renate Krößner : Mausi
- Barbara Lotzmann : Elli
- Elke Münch : Heidi
- Ursula Staack (de) : Cornelia
- Lothar Warneke : Otsch
- Uta Haase : la grosse
- Johanna Schall : la fille aux tâches de rousseur
- Adolf Fischer : le vieux

## Production
Die unverbesserliche Barbara est tourné sous le titre de travail Spinnerinnen en 1976. Le réalisateur Warneke s'appuie sur sa propre expérience, ayant travaillé dans une filature de coton pendant un certain temps.
Cox Habbema et Eberhard Esche, liés dans le film, étaient mariés au moment du tournage.